# Moskéangrebet i Christchurch
Christchurch moské-skyderierne var to på hinanden følgende masseskyderier begået af en enkelt bevæbnet mand, der fandt sted under fredagsbønnen i henholdsvis Al Noor Mosque og Linwood Islamic Center i Christchurch, New Zealand, hvor de startede kl. 13:40 den 15. marts 2019 NZDT (New Zealand Daylight Time, kl. 01:40 dansk tid). Angrebene resulterede i i alt 51 dræbte og 49 sårede. Den 28-årige, australske Brenton Tarrant, blev kort efter arresteret. Han benægtede til at begynde med anklagerne mod sig, men erklærede sig den 26. marts 2020 skyldig i dem alle.
Angrebet var det første masseskyderi i New Zealand siden Raurimu-massakren fra 1997 og det dødeligste i New Zealand siden oprøret i Featherston-krigsfangelejren i 1943, hvor 48 japanske fanger blev dræbt.
Angrebet ved den første moské blev livestreamet på Facebook via. en GoPro.